# Айкибудо
Айкибудо (на японски: 合気武道) или айкибудо джуджуцу (на японски: 合気武道柔術) – съвременно комплексно бойно изкуство, създадено от Алан Флоке (фр. Alain Floquet) през 1980 година във Франция въз основа на три японски школи: Йосейкан (англ.) айкидо, Дайто-рю Айки-джюджюцу и Теншин шоден катори шинто рю (съкратено – Катори шинто рю).
Айкибудо, както и оригиналните компоненти, се отнасят към „по-твърди“ школи. Разграничението от „меките“ школи се прави заради движенията, които в айкибудо общо взето са много по-къси, по-прости и по-близки до реалността.
Във Франция айкибудо ефективно се използва в армията и полицията. Основната зала, където се провеждат сесии на Алан Флоке в Париж, се намира в Полицейско управление и са собственост на Спортната асоциация на полицията в Париж (на френски: Association Sportive de la Police de Paris, ASPP).

## Етимология
Терминът „айкибудо“ произхожда от името на бойното изкуство, наречено така от Морихей Уешиба през 1922 г., което той впоследствие заменя на айкидо през 1942 година.
Името се състои от четири йероглифи, които имат следните значения:
- Ай (на японски: 合 Ai) – „хармония, обединение, любов, състрадание“;
- Ки (на японски: 気 Ki) – „жизнена енергия, дух, сила“;
- Бу (на японски: 武 Bu) – „мъжественост, смелост, воинственост“;
- До (на японски: 道 Dō) – „път, пътят“.

Най-често айкибудо се превежда като: „Пътят на хармонично обединение на воинския дух и енергията на живота“, „Да следваш пътя на воина в хармония с жизнената енергия“, „Развитие на жизнената енергия чрез обединение на състрадание и воинственост“, „Духът на любовта по пътя на воина“ или „Духът на състрадание на пътя на воина“.

## История
Айкибудо е било създадено въз основа на три школи в бойните изкуства: Йосейкан (англ.) айкидо, Дайто-рю Айки-джиу-джицу и Теншин Шоден Катори Шинто Рю.
Стил Дайто-рю (на японски: 大東流) е основан през XI век от майстор Минамото-но Йошимицу, изключителен японски военачалник. Към края на живота си той е назначен за губернатор на провинция Kай, където един от неговите потомци основава известната школа на семейство Такеда, която активно разработва различни бойни техники. Най-известният ѝ представител е станал известен пълководец Такеда Шинген.
Към края на XIX век (последните години от периода Едо) дойде края на кървавите войни между клановете. Заедно с това започна процес на разоръжаване самураите. Тогава господарят Сайго Таномо (на японски: 西郷頼母, 1830 – 1903), каннуси и самурай, е решил да предава техниките си на лица, които не са членове на неговия клан. Един от тях е и Сокаку Такеда, който връщайки се в провинция Айдзу е обучаван на техники на айки-джицу от майстора Таномо. През 1898 г. той структурира цялото бойно наследство и го нарича Айки-джуджуцу (на японски: 大東流柔術), по-късно преименувано в Дайто-рю Айки-джуджуцу, и, благодарение изключителното си майсторство прослави изкуството си.
От 1920 до 1931 година Сокаку Такеда предава своето изкуство на Морихей Уешиба, който към 1942 г., въз основа на знанията си в Дайто-рю Айки-джуцу, джиу-джицу и кен-джицу формира ново бойно изкуство – айкидо. От 1922 до 1942 година Уешиба нарича изкуството си айкибудо. В този период айкибудо в 1931 г. обучение при Морихей Уешиба започва обучението си Минору Мочизуки, който по-късно изиграва значителна роля в популяризирането на айкидо във Франция. През 1951 г. той е изпратен в Европа с официалната културна мисия. В продължение на две години и половина той запознава европейците с изкуството на учителя си и своите най-добри практики, наричайки го „Айкидо-джиу-джицу“, като по този начин подпомага развитието на най-голямата айкидо общност извън Япония. Сред учениците му има един млад френски джудист Джим Алшейк, който през 1954 г. следва своя учител в Япония и продължава обучението си в доджо Йосейкан.
През 1958 г. завърналият се от Япония Джим Алшейк по искане на Минору Мочизуки официално представя във Франция Айкидо Йосейкан и създава Френската федерация на айкидо, тайджуцу и кендо (англ. French Federation of Aikido, Taijutsu and Kendo, FFATK). Един от неговите помощници става Алан Флоке (род. 1938 година). През 1962 година по време на войната за независимост на Алжир Джим Алшейк загива. За да се гарантира бъдещето на айкидо джиу-джицу във Франция, Алан Флоке се свързва с Минору Мочизуки, който изпраща в Париж сина си Хироо (на японски: 望月広雄). В продължение на две години Хироо Мочизуки обучава Флоке. През 1966 г., Алан е назначен за технически директор на Айкидо Йосейкан във Франция. През 1973 г. той създава C.E.R.A. – Centre International de l'Aikibudo („Международен център айкибудо“).
През 1978 г. учителят Минору Мочизуки дава на Алан Флоке 7-и дан и титла Кьоси, признавайки по този начин неговите значими постижения.
През 1980 г. Алан Флоке възобновява отношенията с основната школа и наследника на Дайто-рю Айки-джуджуцу Токимуне Такеда (на японски: 武田 時宗), син на Сокаку Такеда. Въз основа на знанията си, своя стил на преподаване и практика в такива стилове, като Йосейкан айкидо, Катори Шинто-рю и Айки-джиу-джицу, Алан Флоке, при пълната подкрепа на учителя Мочизуки, взема решение за създаване на собствена школа и я нарича „Айкибудо“.
На 3 юли 1983 година айкибудо се обединява с айкидо като съвместна дисциплина и се образува Френската федерация на айкидо, айкибудо и аналози (на френски: Fédération Française Aïkido, Aïkibudo et Affinitaires, F.F.A.A.A.). Оттогава благодарение на усилията на учителя на Алан Флоке това изкуство се развива в световен мащаб.

## Философия
Айкибудо е бойно изкуство, обединило в себе си учението на древните японски школи по бойни изкуства. Философията на тази бойна система, е търсене на смисъла на битието по метода на самоусъвършенстване и познание чрез постижение в бойното изкуство. Както и в много други школи по бойни изкуства в айкибудо използва принципа на Айки – обединяване на енергии, единение на вътрешните способности на човека за постигане на съвършенство.
В айкибудо има много движения, насочени към изпреварване на противника, целта на които е да се спре удар или хващане на първия му етап, преди максимална му мощност.
Уважение и пазене на партньора е един от основните принципи в изкуството айкибудо.
И нападащият, и защитаващият се се наричат „партньори“, а не „противници“. По време на отработване на техники участниците (нападател – тори, защитаващият се – уке) непрекъснато разменят ролите си, благодарение на което няма победител и победен и съответно няма конкуренция. Въпреки това в айкибудо съществува рандори, което позволяват свободни спаринги за отработване на техниките, за проверка на уменията и постиженията на бойни рефлекси.

## Колани и звания
В зависимост от квалификацията на айкибудока, може да му бъде дадена ученическа (кю) или майсторска (дан) степен.
Общо в Айкибудо има 6 кю: най-малката степен – 6-о кю, най-голямата – 1-во кю.
Основно се използват колани (оби) с бели и черни цветове, но може да има различия в зависимост от държавата и айкибудофедерацията. Носенето на черен колан и хакама е разрешено само за притежателите на 1-ви дан и нагоре.
Повишаване в ранг е възможно полагане на специализирани тестове (изпити). Съществува програма с необходимите технически умения, за всяка от степените, одобрена от Международната Федерации Айкибудо. Някои клубове добавят към стандартните изисквания собствени дисциплини. Новата степен се дава от атестационна комисия, която провежда изпита. Практикантите, получили черен колан, се наричат юданши (на японски: 有段者).

## Техника
Началната базова техника айкибудо включва следните раздели:

### Етикет и поздрави
Както и всяка друга школа по източни бойни изкуства айкибудо притежава собствен набор от правила и етикет. Всяко упражнение започва от следните стъпки:
1. Сейза – положение седнал на петите, команда „седнете“;
2. Шомен ни рей – поклон в посока шомен (предната част на залата, където е портрета на основателя на училището);
3. Сенсей ни рей – поклон към сенсея;
4. Отагай ни рей – поклон един на друг;
5. Кирицу – команда „стани“

### Ходжо ундо
Ходжо ундо (на японски: 補助運動) – различни тренировъчни упражнения. Чрез тези упражнения се развива правилната работа на корпуса с цел надиграване на усилията на партньора, за сметка на правилното и навременно изпълнение на движенията на тялото, без да се използва физическа сила. Включва следните елементи:
- Нигири Каеши – се основава на движението за освобождаване от хващане за китката с две ръце (Риоте Иппо Дори), с последващо хващане по същия начин на ръцете на партньора;
- Неджи Каеши – включва освобождаване от ключ на лакътя и преминаване към подобен ключ на ръцете на партньора, последователно в режим на повтаряне;
- Оши Каеши – освобождаване от силно хващане Риоте Дори (хващане за двете китки) за сметка на мощен тласък по посока на партньора, без прехващане или с прехващане на ръцете му;
- Цупари – блокиране на мощен тласък на нивото на гърдите, чрез насрещно движение;
- Шиноги – „присъединяване“ към пряк удар с юмрук в лицето на едноименната ръка с последвалата атака от съща ръка.

### Тай сабаки
Тай сабаки (на японски: 体捌体捌き, „управление на тялото“) – движение на корпуса. Този раздел е разделен на две части: самостоятелни движения и работа с партньор (входове и извеждане от равновесие). В самостоятелните движения главно се тренира усещането за равновесие и способността за контролират своя център на тежестта в движение. При работата с партньор трябва да се учи запазване на равновесието си, чрез правилното и навременно придвижване на корпуса, извеждайки партнера от равновесие.
Комплекса Тай Сабаки в Айкибудо изглежда по следния начин:
- Нагаши – изместване чрез обръщане встрани на 45 градуса към линията на атаката на противника;
- Ирими – изместване в страни-напред на 45 градуса в паралел с линията на атаката на противника;
- О-ирими – влизане с обръщане, паралелно на линията на атаката на противника;
- Хираки – изместване с крачка встрани;
- Хики – изместване назад от съперника си.

### Укеми
Укеми (на японски: 受け身) – така наречени самоопазващи техники на падане. Още от първата тренировка, начинаещи айкибудоки се учат правилно да падат, преди да се пристъпи към изучване на техники на хвърляне. Основните видове укеми, изучавани в айкибудо:
- Мае укеми – „кълбо“ напред;
- Уширо Укеми – задно „кълбо“;
- Йоко Укеми – странично „кълбо“.

### Ударна техника
Ударната техника в айкибудо се изучава като отделни техники на удари с ръце и крака, така и под формата на ката. Ударите могат да се нанасят в различни части на тялото, така че за да се определи направлението на удара се използват следните термини:
- Джодан – горно ниво (горната част на тялото, лицето);
- Чудан – средно ниво (обикновено област на корема);
- Гедан – по-ниско ниво (обикновено на нивото на бедрата).

#### Цуки ваза
Цуки ваза (на японски: 突き技) – техника на удари с ръце, която включва:
- Чоку цуки – прав удар с ръка;
- Коши цуки – прав удар с юмрук (или меч) от обратна стойка с подчертано движение на бедрата;
- Хики цуки – удар с юмрук (или нож) с движение на бедрата в обратна посока;
- Джун учи – обратен разсичащ удар с юмрук;
- Хинери учи – удар с лакът;
- Гяку цуки – удар с юмрук със завъртане на бедрата в обратна посока;
- Омоте Йоко Мен Учи – страничен разсичащ удар;
- Ура Йоко Мен Учи – обратен страничен разсичащ удар.

#### Гери ваза
Гери ваза (на японски: 蹴り技) – техника на удари с краката. При изпълнението на ритници трябва да се обърне голямо внимание на равновесието, тъй като по време на удар с крак опората е само единия крак. И също като при ударите с ръка трябва да се научат как да се работи с цялото тяло.
- Мае Гери – прав удар с крак;
- Маваши Гери – кръгов удар с крак;
- Ура Маваши Гери – обратен кръгов удар с крак;
- Йоко Гери – страничен удар с крак;
- УшироГери – удар с крак назад;
- Хицуи Гери – ритник с коляното;
- Хидза Гери – удар с коляно в главата след хващане.

#### Ката
В айкибудо има 3 ударни ката:
- Цуки учи но ката – комплекс от ударни техники с ръце;
- Хаппокен ката – комплекс от ударни техники с ръце в осем посоки (happō – „осем“);
- Гери гохо но ката – комплекс ударни техники с крака в пет посоки (goho – „пет посоки“).

#### Те ходоки
Те ходоки (на японски: 手解き) – освобождаване от хващане. В айкибудо се изучават следните техники на хващане:
- Джунте Дори – хващане на китката отвън от разноимената ръка;
- Дозокуте Дори – хващане на китката отвътре с едноименната ръка;
- Гякуте Дори – хващане на китката отвътре от разноимената ръка;
- Риоте Дори – хващане на двете китки отвън;
- Риоте иппо Дори – хващане за китката с две ръце;
- Соде Дори – хващане за ръкава над лакътя;
- Риосоде Дори – хващане с двете ръце за ръкавите на партньора над лакътя;
- Мае Ери Дори – хващане за ревера на якето;
- Муне Дори – хващане за двата ревера на якето с една ръка;
- Уширо риоте Дори— хващане на двете ръце отвън, отзад (ръцете са близо);
- Уширо увате Дори – хващане отзад върху ръцете;
- Уширо шитате Дори – хващане отзад под ръцете;
- Уширо ери Дори – хващане на яката отзад с една ръка;
- Уширо катате дори ери шиме – удушаващо хващане с едновременно заключване на лакътя.

### Кихон осае ваза
Кихон осае ваза (яп. 基本抑え技) – основна техника за контрол и задържане. В този раздел се събират основните принципи на удържане на противника. Кихон осае ваза представлява комплекс от 6 базови техники, предназначени за събаряне на противника на пода и обездвижването му с помощта на хващане на ставата му. Изпълнява се последователно във форма на работа по двойки.
- Уширо Хиджи Кудаки – „счупване на лакътя“, извиване на лакътната става;
- Робусе – усукване на лакътя;
- Коте Кудаки – усукване на китките;
- Юки Чигаэ – „пресичане, без да се срещнем“, усукване на предмишницата;
- Шихо Наге – усукване на китките в четири посоки;
- Мукае Даоши – хвърляне назад с обръщане на главата на противника.

### Кихон наге ваза
Кихон наге ваза (яп. 基本投げ技) – комплекс от 7 техники базови хвърляния, изпълнявани от партньорите с едната и с другата ръка, строго по линия, във формата на ката:
- Мукае Даоши – „хвърляне с насрещно влизане“, т.е. назад с обръщане на главата на врага към себе си;
- Шихо Наге – хвърляне чрез огъване на ръката на противника назад с едновременно въздействие върху раменната, лакътната стави и китката;
- Юки Чигае – хвърляне с помощта усукване на предмишницата;
- Коте Гаеши – хвърляне чрез усукване на китката;
- Тембин Наге – хвърляне чрез болезнено въздействие върху лакътя;
- Хачи Маваши – хвърляне назад с помощта на обръщане на главата на противника по отношение към тялото му;
- Коши Наге – хвърляне през кръста.

### Ва но сейшин
Ва но сейшин (яп. И の 精神, „божествена енергия“) предполага идеално взаимодействие между партньорите. Тук се тренира чисто движение без физическа сила и болезнени въздействия. Изисква много голямо внимание на двамата партньори при изпълнение на движението.

### Рандори
Рандори – свободен бой, спаринг. В раздела рандори се тренира владеене на техниките айкибудо в различни ситуации срещу един или няколко партньори както невъоръжени, така и с оръжие.
Според броя на партньорите:
- Джу но Рандори – „меко рандори“, един срещу един;
- Футари но Рандори – един срещу двама;
- Таниндзу но Раднори – един срещу няколко.

Според техническото изпълнение:
- Буки Дори Рандори и Емоно Дори Рандори – рандори срещу въоръжени партньори;
- Дзию но Раднори – рандори в свободен стил;
- Футари Dori Рандори – рандори от двойно хващане (едновременно хващане от двама опоненти);
- Го но Рандори – рандори след проведена атака;
- Ипон Дори Рандори – рандори един срещу един опонент (от хващания);
- Какари Рандори – един партньор атакува непрекъснато, другия се отбранява.

### Дайто-рю Айки-джиу-джицу
В изпитната програма айкибудо е включена първата част от техниките на древната школа Дайто-рю Айки-джуджуцу. Ката по двойки от 10 елемента Икадзе Идори, изпълняващо се на колене (Сувари ваза). Програма на първи дан включва половината (първите 5 елемента) от тази ката.

## Оръжие
Програмата в айкибудо включва от различни видове оръжие, групирани под термина кобудо. Повечето от тях е наследство на школа Катори Шинто Рю.
Практиката айкибудо включва в себе си работа със следните видове оръжия:
- Дълъг меч (бокен, катана, иайто);
- Къс меч (кодати, вакидзаши, бо-кодати);
- Работа с два два меча (ryoto);
- Тояга (бо, тонфа);
- Нож (танто);
- Копие (яри);
- Нагината (вид японска алебарда)

## Интересни факти
В книгата на Алан Флоке „Айкибудо“, тази дума се използва не само като име на школата, но и много тясно – като име на едноименния раздел. Среща се също така и широка употреба като синоним на думата Айки-джицу, а след това да има отношение също и към школата Дайто-рю, но не и по отношение на училищата айкидо (с обяснение, че въпреки че а думата айкибудо във Франция често се нарича също така и айкидо, такова използване на термина е неправилно).